# Lamya Kaddor

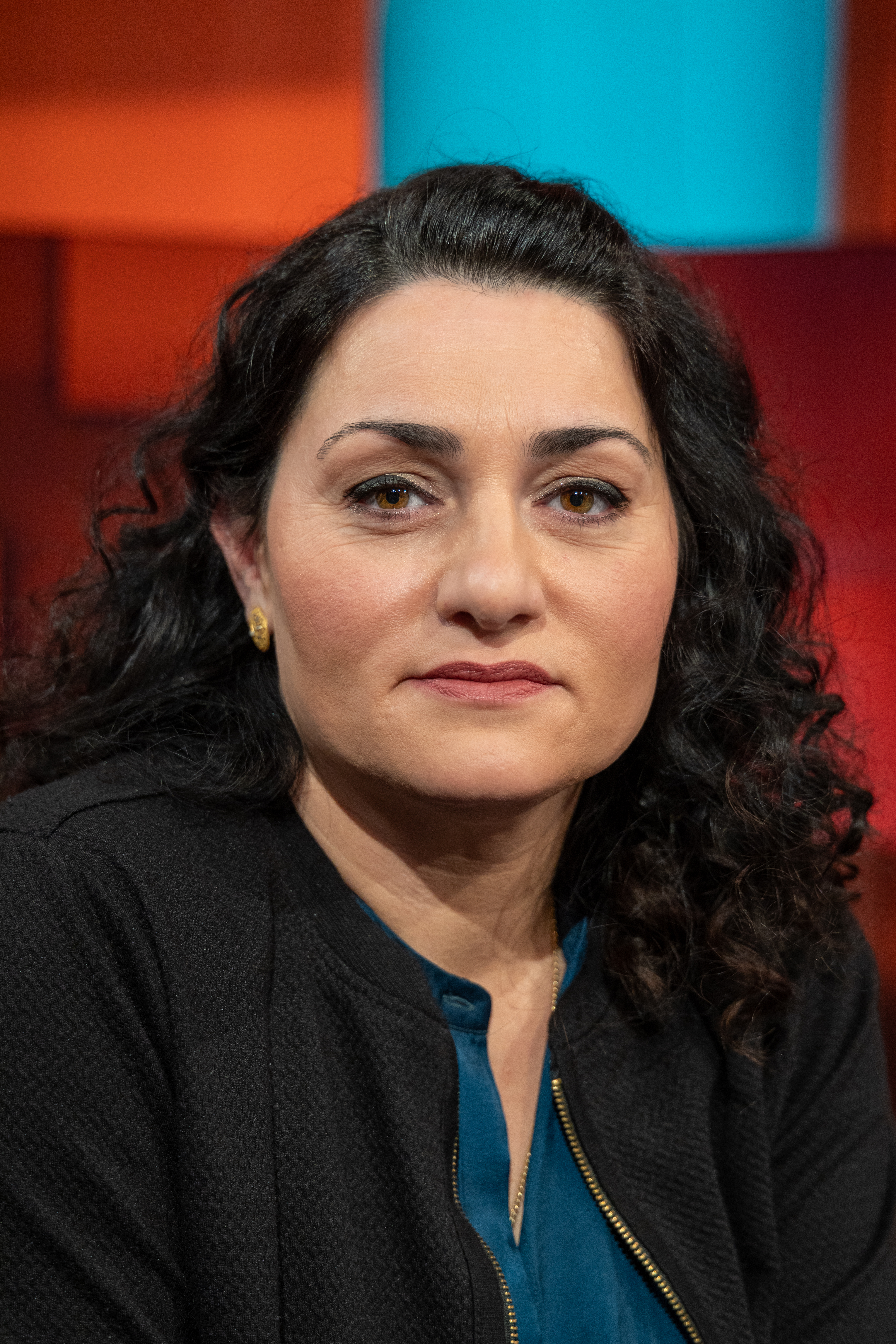
Lamya Kaddor (2023)

Lamya Kaddor (* 11. Juni 1978 in Ahlen) ist eine deutsche Politikerin (Bündnis 90/Die Grünen), Islamwissenschaftlerin, Religionspädagogin und Publizistin sowie ehemalige Lehrerin. Kaddor war Gründungsvorsitzende des Liberal-Islamischen Bundes. Seit 2021 ist sie Mitglied des Deutschen Bundestags und Mitglied des Kuratoriums der Stiftung Denkmal für die ermordeten Juden Europas.

## Herkunft, Ausbildung und Beruf
Kaddor wurde 1978 als Tochter syrischer Einwanderer im westfälischen Ahlen geboren. Sie schloss ihr Magisterstudium in Arabistik, Islamwissenschaft, Erziehungswissenschaft und Komparatistik 2003 an der Westfälischen Wilhelms-Universität Münster ab.
Von 2004 bis 2008 war Kaddor wissenschaftliche Mitarbeiterin am Lehrstuhl „Religion des Islam“ sowie Lehrbeauftragte im Rahmen der Lehrerausbildung im Centrum für Religiöse Studien (CRS) der Universität Münster. Es folgten Lehraufträge an verschiedenen Hochschulen in Nordrhein-Westfalen.
Neben der universitären Tätigkeit war Kaddor Lehrerin im nordrhein-westfälischen Schulversuch „Islamkunde in deutscher Sprache“, der nicht als konfessioneller Religionsunterricht konzipiert war. Ab dem Schuljahr 2003/2004 unterrichtete sie an einer Grundschule und der Glückauf-Hauptschule in Dinslaken-Lohberg.
Kaddor war am 6. Juli 2007 Gast in der ersten Folge des Forums am Freitag beim ZDF und ist dort bis heute regelmäßig zu sehen. Das Fernsehformat bietet Muslimen die Möglichkeit, aus islamischer Perspektive über theologische, gesellschaftliche und soziale Themen zu sprechen.
Kaddor war Teilnehmerin des Integrationsgipfels von Bundeskanzlerin Merkel. Von August 2007 bis März 2008 nahm sie die Aufgaben der Vertretungsprofessur für Islamische Religionspädagogik am Centrum für Religiöse Studien (CRS) der Universität Münster wahr. In Kooperation mit dem Lehrstuhl für Religion des Islam bildete sie gemeinsam mit Sven Kalisch zukünftige islamische Religionslehrkräfte aus. Als Gründungsmitglied sitzt Kaddor dem „Verein der LehrerInnen für Islamkunde in deutscher Sprache in NRW“ als erste Vorsitzende vor.
Nach Erteilung der islamischen Lehrerlaubnis (Idschāza) unterrichtete Kaddor seit 2013 das ordentliche Schulfach Islamische Religion.
Am 17. Juni 2017 fand in Köln eine Demonstration von Muslimen gegen den islamistischen Terror statt unter dem Motto „Nicht mit uns!“; Kaddor hatte zu dieser Demonstration aufgerufen. Ihrzufolge waren rund 2000 Teilnehmer vor Ort, während die Polizei eine Zahl von circa 300 Demonstranten angab. Als Gründe der geringen Teilnahme wurden der Ramadan und der Boykott durch die Türkisch-Islamische Union der Anstalt für Religion (DiTiB) genannt.

### „Der Koran für Kinder und Erwachsene“
Zusammen mit der Islamwissenschaftlerin Rabeya Müller gab Kaddor 2008 ein Buch unter dem Titel Der Koran für Kinder und Erwachsene heraus. Das Buch wurde vom Münchner Künstler Karl Schlamminger graphisch gestaltet. Es enthält eine Auswahl von Koranversen, die in ein einfaches und leicht verständliches Deutsch übersetzt, kommentiert und thematisch gegliedert wurden und die es auch Laien ermöglicht, die Erzählungen des Korans in chronologischer Abfolge zu lesen. Das Werk stellt den Versuch dar, Kindern und Laien einen ersten Zugang zum Original zu bieten. Der Spiegel hält dies für eine „ziemlich revolutionäre Tat in der islamischen Welt“. Die liberale Koraninterpretation von Kaddor und Müller wurde jedoch von einigen konservativen islamischen Kreisen kritisiert: „Die von Kaddor und Müller verantwortete Ausgabe […] empörte konservative Muslime vor allem in der Hinsicht, dass beide Herausgeberinnen das 'Wort Gottes' nach eigenem Ermessen neu zusammengefügt […] haben.“ – „Koran light, ohne Prügelvers und ohne Jungfrauen.“ Besonders verärgerte manche traditionelle Muslime, dass die im Paradies wartenden Huris in der Übersetzung nicht Jungfrauen, sondern Partner genannt werden.

### Rechtsstreit mit der Universität Münster und eingestelltes Strafverfahren
Eine seit Juli 2008 andauernde juristische Auseinandersetzung zwischen Kaddor und dem Centrum für Religiöse Studien der Universität Münster wurde im Oktober 2011 mit Einstellung des Verfahrens beendet. Die Münstersche Zeitung hatte berichtet, dass der ehemals am Centrum für Religiöse Studien angestellten Kaddor vorgeworfen wurde, Forschungsgelder veruntreut zu haben. Die Westfälischen Nachrichten berichteten darüber hinaus von einer möglichen Kampagne gegen Kaddor, in die auch ihr ehemaliger Vorgesetzter Sven Kalisch involviert sei. Ein Vergleich vor dem Landgericht Münster endete mit einer Verpflichtung Kalischs, die Behauptung nicht mehr zu verbreiten, Kaddor sei mit ihrer Kündigung lediglich der Universität Münster zuvorgekommen. Anlass für diesen Rechtsstreit war eine E-Mail, die Kalisch rund drei Monate nach Ausscheiden Kaddors an zahlreiche Adressaten versendet haben soll. Ein von der Staatsanwaltschaft Münster eingeleitetes Strafverfahren gegen Kaddor wegen Untreue endete am 28. Oktober 2011 mit einer Einstellung gegen Geldauflage.
Nach Recherchen der Frankfurter Rundschau soll sich die Universität Münster das Geld, um das es in dem Kaddor-Prozess ging, im Rahmen des so genannten Dezemberfiebers angeeignet und versucht haben, durch die Anschuldigungen gegen Kaddor von eigenen Versäumnissen abzulenken. Die Münstersche Zeitung berichtete ebenfalls darüber und schrieb in diesem Zusammenhang von einem „Spendenskandal“. Die Universität habe eine ganze Reihe von Anschuldigungen vorgebracht, von denen die Staatsanwaltschaft nur einen Teil übernommen habe. Im eingestellten Prozess gegen Kaddor rügten die Richter, dass die Staatsanwaltschaft Münster einseitig gegen Kaddor ermittelt habe.
Kaddors Anwalt Klaus Michael Alenfelder erhob im Jahr 2010 eine Diskriminierungsklage gegen Sven Kalisch und die Universität Münster. Über den Ausgang ist nichts bekannt.

### „Muslimisch, weiblich, deutsch“
Im Januar 2010 erschien Kaddors Debattenbuch Muslimisch, weiblich, deutsch. Mein Weg zu einem zeitgemäßen Islam, mit dem sie der „schweigenden Mehrheit“ der Muslime in Deutschland erstmals ein Gesicht geben will. Inhaltlich beschäftigt sich das Buch, das autobiografische Züge enthält, einerseits mit Islamkritik und Islamfeindlichkeit und andererseits mit dem islamischen Fundamentalismus. Kaddor setzt sich sowohl mit den Haltungen der islamischen Minderheit als auch mit der „Wagenburg-Mentalität“ der Mehrheitsgesellschaft in Deutschland auseinander. Dabei zeigt sie, als eine Art Prototyp eines muslimischen Deutschen, wie sich beide Eigenschaften problemlos miteinander vereinen lassen. Bundestagspräsident Norbert Lammert kommt in einer Rezension ihres Buches zu dem Ergebnis:

„Tatsächlich ist das Problem von Migration und Integration in Deutschland nicht, dass wir zu viel Zuwanderung, sondern dass wir zu wenig Einbürgerung haben. Warum dies so ist und warum es sich ändern muss, dafür vermittelt das Buch beachtliche Hinweise.“

### Liberal-Islamischer Bund und Muslimisches Forum Deutschland
Am 27. Mai 2010 gründete Kaddor in Köln zusammen mit einigen anderen Muslimen den Liberal-Islamischen Bund (LIB). Darin bekleidet sie das Amt der 1. Vorsitzenden. Nach eigenen Angaben vertritt der Verein ein pluralistisches Gesellschaftsbild und sieht sich als Alternative zu den bestehenden Islamverbänden. Der LIB wendet sich gegen jegliche Form von rassistischer Auffassung und wirbt darüber hinaus für eine dogmafreie, zeitgemäße Auslegung religiöser Schriften wie des Koran sowie für eine umfassende Geschlechtergerechtigkeit.
2015 war Kaddor ein Gründungsmitglied des Muslimischen Forums Deutschland.

### „Die Zerreißprobe“
2016 erschien Kaddors Buch Die Zerreißprobe: Wie die Angst vor dem Fremden unsere Demokratie bedroht, in dem es um die Integration von Flüchtlingen in Deutschland geht. Sie gibt darin zu bedenken, nicht nur Einwanderer hätten eine Bringschuld, sondern auch die Mehrheit: Sie müsse Einwanderer und deren Nachkommen auf Augenhöhe respektieren. In der Folge erhielt Kaddor Hassmails mit Drohungen und ließ sich vorübergehend vom Schuldienst beurlauben.

## Parteipolitik und Einzug in den Bundestag
Am 8. Oktober 2020 trat Kaddor Bündnis 90/Die Grünen bei und verkündete, dass sie bei der Bundestagswahl 2021 für diese kandidieren möchte. Sie wurde am 9. April 2021 auf Listenplatz 12 der Grünen NRW gewählt und trat für diese zudem als Direktkandidatin im Wahlkreis Duisburg I an. Kaddor wurde über die Landesliste gewähltes Mitglied des 20. Bundestages. Im Bundestag ist sie ordentliches Mitglied im Ausschuss für Inneres und Heimat, gehört als stellvertretendes Mitglied dem Auswärtigen Ausschuss an und ist Sprecherin ihrer Fraktion für Innen- und Religionspolitik.

## Positionen
Kaddor nimmt eine vermittelnde Position zwischen säkularen und traditionalistischen Muslimen ein. Sie tritt insbesondere für die Einführung eines islamischen Religionsunterrichts an öffentlichen Schulen in deutscher Sprache ein.
Ihre Haltung, kein Kopftuch zu tragen, begründet Lamya Kaddor damit, dass der Hidschab vor mehr als tausend Jahren als Schutz für Frauen innerhalb der damaligen Gesellschaft galt. Unter den Bedingungen einer modernen westlichen Gesellschaft sei eine solche Art und Weise des Schutzes – nicht die Schutzfunktion selbst – obsolet geworden. Kaddor zufolge ist „Die Gleichberechtigung von Mann und Frau [...] auch im Islam verankert [...]. Allerdings gibt es immer noch Muslime, die das nicht ganz umsetzen.“
Kaddor geht es um „religiöse Wissensvermittlung“ im Rahmen eines ordentlichen Religionsunterrichts an staatlichen Schulen anstelle einer reinen „Erziehung zum Glauben“, wie sie etwa in Koranschulen praktiziert wird. Zum Unterrichtsangebot in vielen Moscheen erklärt Kaddor: „In der Koranschule geht es hauptsächlich darum, den Koran zu rezitieren und die arabische Sprache und Schrift zu lernen, in der Islamkunde darum, den Koran zu verstehen“. Sie sagt aber auch über die Koranschulen: „Die ist für die Eltern viel wichtiger. Da sind sie sicher, dass ihre Kinder die alten Traditionen lernen. Da wird das jeweilige Nationalbewusstsein (inkl. Kultur) stark gepflegt. Das gibt es in der Schule nicht.“ Da der Islam in Deutschland bislang keine anerkannte Religionsgemeinschaft im Sinne von Artikel 7 Absatz 3 Grundgesetz darstellt, kann es den Verkündigungsunterricht an deutschen Schulen, für den Kaddor eintritt, derzeit noch nicht geben.
Einer religionspädagogischen Vermittlung, die den Koran primär als historisch entstandenes Werk darstellt, steht Kaddor skeptisch gegenüber: „Die Aufklärung ist für den Islam nicht übertragbar“. Einen Wissenschaftsvorbehalt auf die schariakonforme Erziehung anzuwenden sei zudem verzichtbar, denn eine ältere, islamische Aufklärungsleistung habe „den Weg für die europäische Aufklärung bereitet“.
Den – von Kaddor so gesehenen – Standpunkt konservativer Muslime, dass das Paradies nur Rechtgläubigen offen stehe und Ungläubige die Hölle zu erwarten hätten, kritisierte Kaddor als „religiöse Türstehermentalität“. Diese Mentalität bezeichnete Kaddor als „respektlos und unislamisch“.
Kaddor setzte sich mit Michael Rubinstein, dem Geschäftsführer der Jüdischen Gemeinde Duisburg-Mülheim/Ruhr-Oberhausen, für den Abbau von Vorurteilen und einen interreligiösen Dialog zwischen Juden und Muslimen ein. Unwissenheit in Bezug auf die jeweils andere Religion sei das größte Hindernis auf beiden Seiten. In einem Interview mit der Süddeutschen Zeitung kritisierte Kaddor im Jahr 2011 die „zunehmende Islamfeindlichkeit in allen gesellschaftlichen Schichten“.
Zur Debatte um den Salafismus in Deutschland forderte Kaddor im Juni 2012 in einem Gespräch zwischen ihr, dem Redakteur und einem anonymen Salafisten in der Wochenzeitung Die Zeit „weniger Dogma und mehr Spiritualität“ für den Islam. Sie stellte fest, dass „sich dank ihrer (= der Salafisten) Auftritte die Diskussion nun vor allem darum dreht, ob Muslime generell rückständig und gewaltbereit sind“. Sie fühle sich in ihrer Arbeit „um mindestens 20 Schritte zurückgeworfen“.
Im September 2012 lehnte Kaddor ein von der deutschen Bundesregierung geprüftes Aufführungsverbot des umstrittenen islamfeindlichen Films Innocence of Muslims ab und begründete das mit den Worten: „Je mehr man über ein Verbot redet und die Tabuisierung solcher Inhalte vorantreibt, desto mehr Schaden richtet man an.“ Diskussionen über Sonderregelungen für Muslime würden die Islamfeindlichkeit in Deutschland vorantreiben.
Ende Oktober 2023 forderte Kaddor angesichts der in Deutschland nach dem Terrorangriff der Hamas auf Israel stattfindenden Hassausbrüche gegen Juden und den Staat Israel, vielfach von muslimischer Seite, „eine schonungslose Selbstreflexion mit dem Thema“. In der Vergangenheit habe ihre Partei den islamistischen Antisemitismus teils verdrängt und „Entlastungsdebatten“ geführt, in denen es nur um „importierten Antisemitismus“ gegangen sei. Notwendig sei ein struktureller Ansatz zur Demokratiebildung und Antisemitismus-Vorbeugung, wofür auch mehr Geld erforderlich sei. Sie warnte jedoch vor Forderungen nach schnellen Strafen, Ausweisungen oder Entzug der deutschen Staatsangehörigkeit bei Menschen mit Doppelpass, denn dafür gebe es rechtlich hohe Hürden.

## Ehrungen

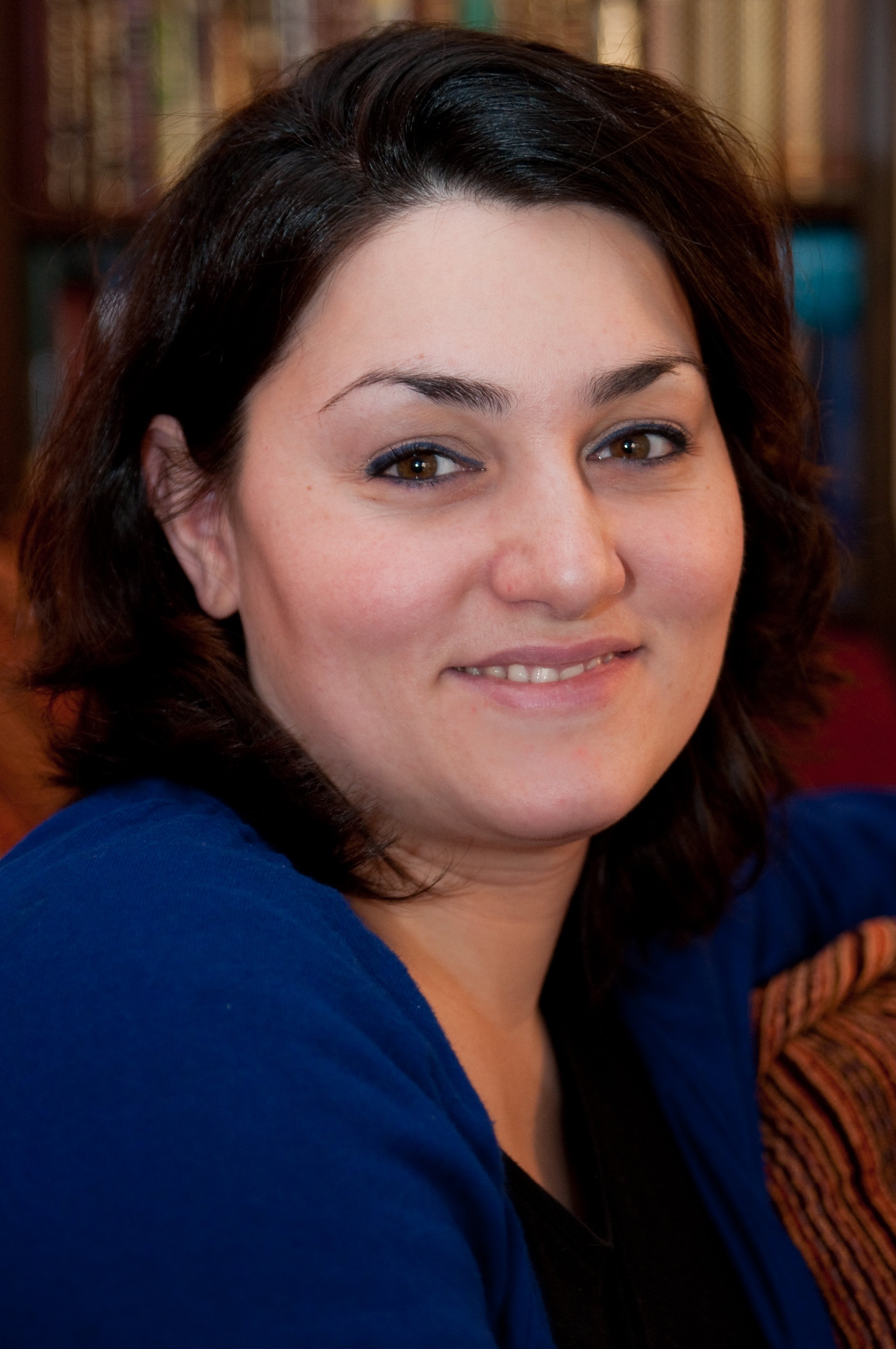
Kaddor (2010)

Am 8. November 2009 wurde Kaddor mit dem Förderpreis des Rotary Clubs ausgezeichnet. Der Laudator Michael Rubinstein, Geschäftsführer der Jüdischen Gemeinde Duisburg, Mülheim/Ruhr, Oberhausen, betonte den Einsatz Kaddors für das interreligiöse Gespräch und einen liberalen, aufgeklärten Islam. Kaddor versuche immer wieder „Vorurteile abzubauen und Brücken aufzubauen“.
2009 wurde das von Kaddor initiierte und zusammen mit Rabeya Müller und Harry Harun Behr herausgegebene Schulbuch Saphir 5/6 auf der Frankfurter Buchmesse mit dem Ehrenpreis des Best European Schoolbook Award 2009 ausgezeichnet. Zur Begründung hieß es: „Anerkannt wird, dass Saphir den Islam verständlich und klar darstellt, die Themen mit dem Alltag der jungen Menschen in Deutschland verbindet und Bezüge zu anderen Religionen herstellt.“ Das Buch erschien im August 2008 als erstes deutschsprachiges Schulbuch für Islamkunde an öffentlichen Schulen. Es war das erste Schulbuch, das von deutschen Kultusministerien der Bundesländer für diesen Unterricht genehmigt wurde. Seit 2008 wird es in Nordrhein-Westfalen, Bayern, Niedersachsen und Bremen eingesetzt. Das Buch wird vom Münchner Kösel-Verlag verlegt. Eine Vielzahl von Pädagogen und Islamwissenschaftlern wirkten als Autoren an dem Buch mit, das inhaltlich mit Abbildungen, Graphiken, Fotos, Kalligraphien und Texten arbeitet. Das Buch erhielt ein großes Medienecho.
Am 30. Oktober 2010 wurde Kaddor in Madrid zu einer der einflussreichsten muslimischen Frauen Europas gewählt. Im Rahmen einer Gala mit Cherie Blair, der Rechtsanwältin und Ehefrau des früheren britischen Premierministers Tony Blair als Festrednerin, erhielt sie den erstmals vergebenen European Muslim Woman of Influence Award.
Am 30. November 2011 zeichnete die Bundesregierung Kaddor mit der Integrationsmedaille aus. Staatsministerin Maria Böhmer überreichte ihr den Preis während einer Feierstunde im Bundeskanzleramt in Berlin. Mit der Medaille werden Personen geehrt, die sich durch herausragendes persönliches Engagement in besonderer Weise um die Integration verdient gemacht haben.
Am 18. Februar 2015 verlieh der Landesverband Schleswig-Holstein des Bundes Deutscher Kriminalbeamter Kaddor für ihr Engagement im Einsatz gegen Radikalisierung und für besondere Verdienste in der Kriminalitätsbekämpfung (gegen Islamismus) die „Nick-Knatterton-Ehrenmütze“.
2016 erhielt Kaddor den Literaturpreis Das politische Buch der Friedrich-Ebert-Stiftung für Zum Töten bereit. Warum deutsche Jugendliche in den Dschihad ziehen. Der Preis zählt nach Angaben der Organisatoren zu den wichtigsten Sachbuchpreisen im deutschen Sprachraum und ist mit 10.000 Euro dotiert. Die Jury würdigt das Buch als herausragend. Es leiste einen wichtigen Beitrag zu den hochaktuellen Debatten um Integration, Vermeidung von Radikalisierung und das Zusammenleben in der Zuwanderungsgesellschaft.
2016 wurde Kaddor ferner mit dem Integrationspreis der Stiftung Apfelbaum ausgezeichnet. Der Preis wurde ihr für „ihren Einsatz für den Abbau von Vorurteilen und den interreligiösen Dialog“ verliehen und ist mit 5.000 Euro dotiert.
2016 sprachen Kaddor die Novitas BKK und die Stadt Duisburg den Duisburger Integrationspreis zu. Zur Begründung heißt es: „Die als Tochter syrischer Einwanderer im westfälischen Ahlen geborene Kaddor tritt in zahlreichen Büchern sowie als Gründerin und 1. Vorsitzende des Liberal-Islamischen Bundes e. V. für ein grundgesetzkonformes Islamverständnis ein – ja, sie belegt, dass sich die Anerkennung des Grundgesetzes und die Anerkennung des Korans nicht ausschließen.“ Der Preis wird seit 2010 unter der Schirmherrschaft des Oberbürgermeisters von Duisburg jährlich vergeben und ist mit 2.500 Euro dotiert.

## Kontroversen

### Auseinandersetzung mit Necla Kelek
Ende 2017 warf der Journalist Jörg Metes Kaddor vor, sie hätte durch Verbreitung eines verfälschten Zitats der Soziologin Necla Kelek versucht, dieser zu unterstellen, sie habe muslimische Männer in den Bereich der Sodomie gerückt. Kaddor erwiderte die Vorwürfe in einer Online-Erklärung mit einer Wiedergabe von Keleks Originalzitat und seines Kontextes. Aufgrund des dokumentierten Kontextes sah Kaddor ihre Vorwürfe gegenüber Kelek weiterhin als gerechtfertigt an. Kelek erhob daraufhin Klage auf Unterlassung. Im Dezember 2018 gab das Landgericht Berlin Keleks Unterlassungsklage statt. Am Tag nach der Verhandlung nahm Kaddor zwei Texte aus dem Netz, die Jörg Metes als besonders verleumderische Artikel bezeichnet hatte.

### Auseinandersetzung mit Henryk M. Broder
Im September 2016 erklärte Kaddor in einem Interview, sie erhalte viele Hassmails bis hin zu Morddrohungen. Viele dieser Zuschriften bezögen sich auf den Journalisten und Publizisten Henryk M. Broder, weswegen sie ihn der Stimmungsmache gegen ihre Person bezichtigte. In einem wenige Tage später erschienenen Artikel der Jungen Freiheit wird Broder mit den Worten zitiert, sie habe „einen an der Klatsche“.
Kaddor erstattete daraufhin Strafanzeige wegen Beleidigung gegen Broder, wonach dieser einen Strafbefehl in Höhe von 2.000 € erhielt. Broder erhob Einspruch gegen den Strafbefehl, woraufhin es im Mai 2019 zu einer mündlichen Verhandlung vor dem Amtsgericht Duisburg kam. Diese wurde bereits nach wenigen Minuten ausgesetzt, weil der Journalist der Jungen Freiheit, der den Artikel verfasst hatte, nicht als Zeuge geladen war. Bei der Fortsetzung der Verhandlung im Juli 2020 berief sich Broder auf sein Aussageverweigerungsrecht und der nun als Zeuge geladene Journalist Felix Krautkrämer auf sein publizistisches Zeugnisverweigerungsrecht. Es konnte somit nicht bewiesen werden, ob die betreffende Aussage tatsächlich getätigt worden war. Broder wurde freigesprochen.

## Privates
Kaddor ist mit Thorsten Gerald Schneiders verheiratet. Sie lebt in Duisburg und Berlin.

## Publikationen

### Monografien
- mit Rabeya Müller: Der Koran für Kinder und Erwachsene. Beck, München 2008; 4. Auflage 2014, ISBN 978-3-406-67138-8.(Rezension der ersten Auflage 2008 bei Socialnet).
- Muslimisch, weiblich, deutsch. Mein Weg zu einem zeitgemäßen Islam. Beck, München 2010, ISBN 978-3-406-59160-0; Taschenbuch: DTV, München 2011, ISBN 978-3-423-34677-1.
- mit Rabeya Müller: Der Islam für Kinder und Erwachsene. Beck, München 2012, ISBN 978-3-406-64016-2.
- Islam. Geschichte, Glaube und Gesellschaft (= Lesen, Staunen, Wissen). Gerstenberg, Hildesheim 2012, ISBN 978-3-8369-5578-2.
- mit Michael Rubinstein: So fremd und doch so nah. Juden und Muslime in Deutschland. Patmos, Ostfildern 2013, ISBN 978-3-8436-0384-3.
- Zum Töten bereit. Warum deutsche Jugendliche in den Dschihad ziehen. Piper, München 2015, ISBN 978-3-492-05703-5.
- Die Zerreißprobe: Wie die Angst vor dem Fremden unsere Demokratie bedroht. Rowohlt, Berlin 2016, ISBN 978-3-87134-836-5.
- Die Sache mit der Bratwurst: Mein etwas anderes deutsches Leben. Piper, München 2018, ISBN 978-3-492-05787-5.

### Beiträge (Auswahl)
- Zur Notwendigkeit islamischen Religionsunterrichts als ordentliches Lehrfach. Erfahrungen aus dem Alltag des Schulversuchs „Islamische Unterweisung als eigenständiges Fach in deutscher Sprache“ in Dinslaken-Lohberg. In: Heimatpflege in Westfalen. Bd. 18 (2005), H. 6, S. 4–8.(online).
- Frieden und Friedenserziehung aus islamischer Sicht. In: Internationale Friedensschule Köln (Hrsg.): Erziehung zum Frieden – Beiträge zum Dialog der Kulturen und Religionen in der Schule (= Internationale Friedenspädagogik. Band 1). Lit, Münster 2007, ISBN 978-3-8258-9985-1, S. 129–144.
- Warum das islamische Kopftuch obsolet geworden ist. Eine theologische Untersuchung anhand einschlägiger Quellen. In: Thorsten Gerald Schneiders (Hrsg.): Islamverherrlichung. Wenn die Kritik zum Tabu wird. Springer, Duisburg 2010, S. 131–158.
- Endlich deutsch und muslimisch?! In: Illusion der Nähe? Ausblicke auf die europäische Nachbarschaft von Morgen. Steidl, Göttingen 2011, S. 181–190.
- Muslime in Deutschland – Selbstbewusstsein und Kritikfähigkeit. In: Thorsten Gerald Schneiders (Hrsg.): Verhärtete Fronten. Der schwere Weg zu einer vernünftigen Islamkritik. Springer, Duisburg 2012, ISBN 978-3-531-94220-9, S. 177–194.

### Herausgeberschaften
- mit Thomas Bauer, Katja Strobel: Islamischer Religionsunterricht. Hintergründe, Probleme, Perspektiven (= Veröffentlichungen des Centrums für Religiöse Studien Münster. Band 1). Lit, Münster 2004, ISBN 3-8258-7097-9.
- mit Bernd Mussinghoff, Thomas Bauer: Zukunft der Religion in Europa (= Veröffentlichungen des Centrums für Religiöse Studien Münster. Band 5). Lit, Münster 2007, ISBN 978-3-8258-8510-6 (darin: Bernd Mussinghoff, Lamya Kaddor: Einleitung, S. 7–20).
- Islamische Erziehungs- und Bildungslehre (= Veröffentlichungen des Centrums für Religiöse Studien Münster. Band 8). Lit, Münster 2008, ISBN 978-3-8258-1236-2 (darin: Lamya Kaddor: Muslimische Jugendliche zwischen Moderne und Religion, S. 95–110).
- mit Rabeya Müller, Harry Harun Behr: Saphir. Religionsbuch für junge Musliminnen und Muslime. Kösel, München 2008 ff. (Lehrmittel).
- mit Thorsten Gerald Schneiders: Muslime im Rechtsstaat Lit, Münster 2005´(darin: Thorsten Gerald Schneiders, Lamya Kaddor: Einleitung, S. 7–24).
- Lamya Kaddor (Hrsg.): Muslimisch und liberal! Was einen zeitgemäßen Islam ausmacht. Piper Verlag, München 2020, ISBN 978-3-492-07009-6.